# Sándor Asztalos (cel tânăr)
Sándor Asztalos (cel tânăr) (n.15 octombrie 1919, Tiszalök-d.25 mai 1970, Budapesta) a fost un scriitor, poet, muzicolog și critic muzical maghiar.